# Werner Münch
Werner Münch (ur. 25 września 1940 w Kirchhellen) – niemiecki polityk, nauczyciel akademicki i samorządowiec, długoletni działacz Unii Chrześcijańsko-Demokratycznej (CDU), poseł do Parlamentu Europejskiego II i III kadencji, w latach 1991–1993 premier Saksonii-Anhaltu.

## Życiorys
W 1961 zdał egzamin maturalny w miejscowości Salzgitter. Był zawodowym wojskowym, z Bundeswehry odszedł w drugiej połowie lat 60. w stopniu podpułkownika. Ukończył nauki polityczne, socjologię i historię na Uniwersytecie Albrechta i Ludwika we Fryburgu. Doktoryzował się w 1974, a w 1976 objął stanowisko profesorskie. W latach 1970–1972 pracował jako nauczyciel akademicki na Uniwersytecie w Oldenburgu. Później zatrudniony na uczelni Katholische Fachhochschule Norddeutschland, na której w latach 1973–1978 pełnił funkcję rektora. Przez kilka lat kierował zrzeszeniem niemieckich katolickich uczelni zawodowych.
W 1972 dołączył do Unii Chrześcijańsko-Demokratycznej. Pełnił różne funkcje w lokalnych strukturach partii. Bez powodzenia kandydował do landtagu Dolnej Saksonii. W latach 1984–1990 sprawował mandat europosła II i III kadencji. Zasiadał we frakcji chadeckiej, pracował m.in. w Komisji ds. Młodzieży, Kultury, Edukacji, Środków Masowego Przekazu i Sportu. W okresie przemian politycznych po zjednoczeniu Niemiec w 1990 zaangażował się w działalność polityczną w kraju związkowym Saksonia-Anhalt. W tym samym roku objął stanowisko ministra finansów w rządzie krajowym Gerda Giesa. W 1991 zastąpił go na urzędzie premiera Saksonii-Anhaltu, wcześniej w tymże roku stanął na czele struktur CDU w landzie. W 1993 ustąpił z funkcji premiera po krytyce wysokości wynagrodzeń ministrów, odszedł też ze stanowiska partyjnego, wycofując się z aktywności politycznej.
Pracował następnie jako konsultant do spraw zarządzania, przedstawiciel Deutsche Bahn w Brukseli oraz doradca bułgarskiego ministra finansów. W późniejszych latach powrócił do działalności dydaktycznej. W 2009 formalnie zrezygnował z członkostwa w CDU. Decyzję tę motywował pozycją polityczną partii, a także krytyką papieża Benedykta XVI ze strony przewodniczącej CDU Angeli Merkel.